# 刘镐 (北汉)
刘镐（10世纪？—968年），中國五代十國时北汉皇子，世祖刘旻之子，睿宗刘承钧的弟弟。
刘承钧死后没有儿子，也没有传位给弟弟。传位给了外甥刘继恩，刘继恩死后，同母异父弟刘继元（也是刘承钧、刘镐兄弟的外甥）即位。刘镐和刘锡、刘铙在兄弟中有贤德的行止。英武帝刘继元采纳小人的建议，把他和兄弟刘承锡、刘铙幽禁在别室，不满一年他們三人就在狱中死去。刘旻有孙子刘继文、劉繼欽，史书没有记载他们是谁的儿子。